# Oedoparena minor
Oedoparena minor là một loài ruồi trong họ Dryomyzidae.

## Phân bố
Hokkaido, Nhật Bản.